# Воображаемая жизнь ангелов
«Воображаемая жизнь ангелов» (фр. La Vie rêvée des anges) — драма 1998 года режиссёра Эрика Зонки с молодыми французскими актрисами Элоди Буше и Наташей Ренье в главных ролях. Премьера в мире — 30 августа 1998 года.

## Сюжет
Фильм о двух необразованных девушках, Иза и Мари, познакомившихся в Лилле. Название фильма отражает мечты душевной Изы о добрых «ангельских» отношениях между людьми, а сценарий написан под впечатлением от знакомства со светлой и доброй Элоди Буше. В людях Иза видит лишь хорошее, и к жизненным невзгодам относится легко, следуя французской поговорке c’est la vie. Мари — антагонист Изы, она обидчива, не понимает ни своих ни чужих эмоций, живёт в мире логичных мыслей, эгоистично и молчаливо стремится к лучшей жизни лишь для себя. Обе девушки перебиваются случайными заработками. Иза приехала в Лилль к знакомому, но не застав его, вынуждена искать работу и ночлег. Она пытается заработать, продавая самодельные открытки прохожим. Так она встретила кустарного швейного фабриканта, который устраивает её подработать швеей. На работе Иза и познакомилась Мари, и приютилась пожить у неё. Мари живёт в чужой квартире, присматривает за ней. Хозяйка квартиры погибла в автомобильной аварии, а её дочка Сандрин находится в больнице в коме. Иза напортачила на работе, так как шить совершенно не умеет, и на второй же день её уволили. Хотя Мари шить умеет, она тоже уволилась, обидевшись на жестокое обращение с работницами.
Непосредственная Иза, перебирая бумаги в ящиках хозяйского стола, нашла личный дневник Сандрин, и почитав её мечты и мысли, решила навещать её в больнице. Девушки познакомились с грубоватыми вышибалами из ночного клуба, и иногда проводят с ними время. Затем Мари случайно познакомилась с богатым наследником, хозяином пивного бара и этого клуба, Крисом, парнем нахальным, трусоватым и избалованным. После нескольких ночей с Мари, он её бросил. Не разбираясь в людях, Мари продолжает цепляться за мечту о связи с богатым парнем, и злобно ссорится с Изой, когда та пытается открыть ей глаза на подловатую душонку Криса. Иза все же старается помочь подруге, не обижается, хотя и не понимает эгоизма Мари («вот ты живешь тут, и даже ни разу не навестила Сандрин»). Сама Иза часто навещает Сандрин в больнице, и несмотря на кому последней, читает ей отрывки из её же дневника, и рассказывает ей о своей жизни. Так она старается помочь Сандрин выздороветь.
Мари, со своей стороны, не понимает заботу Изы о коматозной Сандрин. Поверив в любовь Криса, она сразу отвернулась от «подруги». Крис же, побоявшись разговора с Мари, просит Изу передать Мари про расставание, а затем, когда Иза его «послала», перестает отвечать на звонки Мари. Поняв наконец крушение своих мечтаний, Мари впадает в тоску, и вновь безосновательно ругается с Изой, и даже угрожает ей ножом. Иза уходит из квартиры, тем более брат погибшей хозяйки решил квартиру продать, мол Сандрин все равно «словно живой покойник». Сандрин и впрямь попадает в реанимацию, её жизнь висит на волоске. Но затем она идет на поправку. Добрая Иза помогала Сандрин пока та была в коме, но не стала встречаться в выздоравливающей. После больницы, она зашла в квартиру попрощаться, и думая что Мари спит, пишет ей записку со словами «желаю тебе исполнения твоих мечт и счастья каждый день и каждую минуту» и подписывается «твоя подруга Иза». Тем временем в соседней комнате безутешная Мари свела счеты со своей запутанной жизнью, выбросившись из окна.
Ну а у Изы жизнь наладилась, в последних кадрах фильма мы видим, как она начинает работать на новой и светлой фабрике электронных товаров.

## В ролях
| Актёр             | Роль                 |
| ----------------- | -------------------- |
| Элоди Буше        | Иза                  |
| Наташа Ренье      | Мари                 |
| Грегуар Колен     | Крис                 |
| Патрик Меркадо    | Чарли                |
| Джо Престиа       | Фредо                |
| Франсин Массавай  | опекун               |
| Живко Никлевски   | босс                 |
| Луиза Мотт        | Сандрин Валь         |
| Роза Мария        | старшая медсестра    |
| Корина Масьеро    | женщина из Голливуда |
| Стефани Делерю    | Лиа                  |
| Кристиан Кайллере | г-н Валь             |

## Награды и номинации
- 1998 — Международный Каннский кинофестиваль
  - Серебряная премия за лучшую женскую роль (Элоди Буше, Наташа Ренье) — победа[4]
  - Лучший фильм — номинация
- 1998 — Премия Европейской киноакадемии
  - Лучшая женская роль (Элоди Буше) — победа
  - Лучшая женская роль (Наташа Ренье) — победа
  - Европейское открытие года (Эрик Зонка) — победа
  - Лучший фильм — номинация
- 1999 — Сезар
  - Лучший фильм — победа
  - Лучшая актриса (Элоди Буше) — победа
  - Самая многообещающая актриса (Наташа Ренье) — победа
  - Самая многообещающая актриса (Наташа Ренье) — победа
  - Лучший режиссёр (Эрик Зонка) — номинация
  - Лучший адаптированный или оригинальный сценарий — номинация
  - Лучшая работа оператора — номинация
  - Лучшая дебютная работа (Эрик Зонка) — номинация